# Katherine Reynolds
Katherine Reynolds (San Clemente, California, Estados Unidos; 14 de septiembre de 1987) es una exfutbolista estadounidense que jugaba como defensora. Su último equipo fue el Portland Thorns FC de la National Women's Soccer League (NWSL) de Estados Unidos.
Reynolds se unió al Portland Thorns en 2016 luego de jugar una temporada en el Washington Spirit.

## Estadísticas

### Clubes
| Club                      | País           | Año         |
| ------------------------- | -------------- | ----------- |
| Seattle Sounders Women    | Estados Unidos | 2006 - 2009 |
| Philadelphia Independence | Estados Unidos | 2010        |
| Atlanta Beat              | Estados Unidos | 2011        |
| Western New York Flash    | Estados Unidos | 2012        |
| SC Friburgo               | Alemania       | 2012 - 2013 |
| Western New York Flash    | Estados Unidos | 2013 - 2014 |
| Newcastle Jets            | Australia      | 2014        |
| Washington Spirit         | Estados Unidos | 2015        |
| Portland Thorns           | Estados Unidos | 2016 - 2020 |

## Palmarés

### Títulos nacionales
| Título                         | Club               | País           | Año  |
| ------------------------------ | ------------------ | -------------- | ---- |
| National Women's Soccer League | Portland Thorns FC | Estados Unidos | 2017 |
| NWSL Fall Series               | Portland Thorns FC | Estados Unidos | 2020 |